# Okręgowe rozgrywki w piłce nożnej woj. wileńskiego (1927)

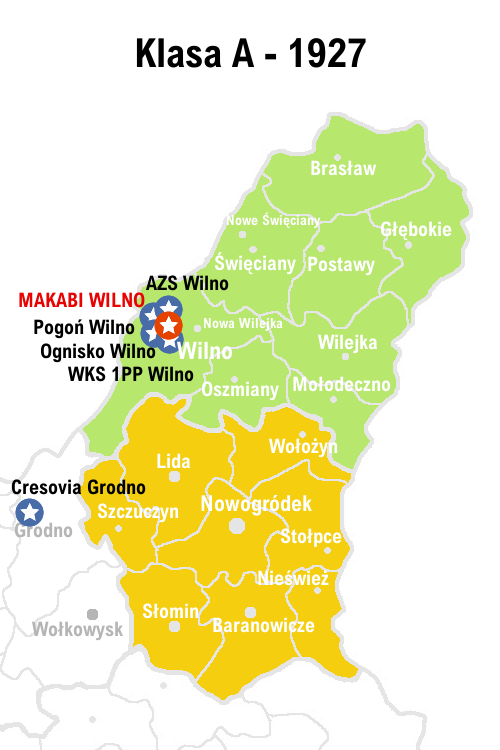
Kluby uczestniczące w Wileńskiej Klasie A w 1927 roku

5. Okręgowe rozgrywki w piłce nożnej województwa wileńskiego prowadzone są przez Wileński Okręgowy Związek Piłki Nożnej. Drużyny z województwa nowogródzkiego występują w rozgrywkach klasy B i C. Drużyny z województwa białostockiego występują w rozgrywkach okręgu wileńskiego oraz warszawskiego. Okręg Grodzieński w wileńskiem OZPN-ie, a białostocki w Warszawskim OPZN-ie. 
Mistrzostwo Okręgu Wileńskiego zdobyła drużyna Makabi Wilno.
Rozgrywki prowadzono w ramach mistrzostw okręgu honorowanych przez PZPN, a po ich zakończeniu Makkabi nie grała w rundzie międzyokręgowej, gdyż jej nie przeprowadzono, tym samym nie przystąpiła do eliminacji o Ligę.
- Cresovia Grodno spadła do klasy B. Klub w następnym sezonie razem z klubami z Białegostoku przenosi się do Warszawskiego OZPN.
- (*) - Wilja Wilno przed sezonem zostaje rozwiązana, a jej miejsce zajmuje reaktywowany AZS Wilno.
- Z klasy B awansuje ŻAKS Wilno (Żydowski Akademicki Klub Sportowy).

| Rozgrywki | Poziomy rozgrywkowe w sezonie 1927 | Poziomy rozgrywkowe w sezonie 1927 | Poziomy rozgrywkowe w sezonie 1927 | Poziomy rozgrywkowe w sezonie 1927 | Poziomy rozgrywkowe w sezonie 1927 |
| --------- | ---------------------------------- | ---------------------------------- | ---------------------------------- | ---------------------------------- | ---------------------------------- |
| Centralne | I poziom ligowy                    | Liga                               | Liga                               | Liga                               | Liga                               |
| Okręgowe  | II poziom ligowy                   | Klasa A (Wilno)                    | Klasa A (Wilno)                    | Klasa A (Wilno)                    | Klasa A (Wilno)                    |
| Okręgowe  | III poziom ligowy                  | Klasa B - gr.I                     | Klasa B - gr.II                    | Klasa B - gr.III                   | Klasa B - gr.IV                    |
| Okręgowe  | IV poziom ligowy                   | Klasa C - gr.I                     | Klasa C - gr.II                    | Klasa C - gr.III                   | Klasa C - gr.IV                    |

## Klasa A – II poziom rozgrywkowy
| Poz.                                                              | Drużyna           | M  | Z | R | P | Bramki | Punkty | Pkt po weryfikacji WOZPN | brakujące mecze                  |
| ----------------------------------------------------------------- | ----------------- | -- | - | - | - | ------ | ------ | ------------------------ | -------------------------------- |
| 1                                                                 | Makabi Wilno      | 9  | 4 | 3 | 2 | 17-9   | 11     | 12                       | brak wyniku 1 meczu – był remis  |
| 2                                                                 | WKS Pogoń Wilno   | 9  | 5 | 1 | 3 | 18-14  | 11     | 12                       | brak wyniku 1 meczu – był remis  |
| 3                                                                 | Ognisko Wilno (b) | 10 | 4 | 2 | 4 | 16-22  | 10     | 10                       |                                  |
| 4                                                                 | AZS Wilno         | 10 | 3 | 4 | 3 | 15-15  | 10     | 10                       |                                  |
| 5                                                                 | WKS 1PP Wilno     | 9  | 2 | 3 | 4 | 13-20  | 7      | 9                        | brak wyniku 1 meczu – zwycięstwo |
| 6                                                                 | Cresovia Grodno   | 9  | 3 | 1 | 5 | 18-17  | 7      | 7                        | brak wyniku 1 meczu – porażka    |
| Tabela niekompletna, brak wyników 2 meczów. Kolejność prawidłowa. |                   |    |   |   |   |        |        |                          |                                  |

- Reaktywowany AZS Wilno przejął w trakcie sezonu rozwiązaną drużynę Wilji Wilno i występuje w klasie A.
- Mistrzostwo Okręgu Wileńskiego zdobyła drużyna Makabi Wilno.
- Makabi i Pogoń zdobyły tę samą liczbę punktów, zgodnie z regulaminem drużyny rozegrały dodatkowy dwumecz o mistrzostwo.

Dodatkowe mecze o mistrzostwo:
- Makabi: Pogoń (remis)
- 26.06.1921 – Pogoń: Makabi 2:2
- 3 mecz na neutralnym boisku wygrała Makabi.

Mecze:

| 1 kolejka | 16-17.04.1927 – Pogoń Wilno: WKS 1 PP Wilno 3-2 16-17.04.1927 – Ognisko Wilno: Makabi Wilno 3-0 16-17.04.1927 – Cresovia Grodno: Wilja Wilno 1-3    | 6 kolejka    | 21.05.1927 – Makabi Wilno: Ognisko Wilno 4-0 22.05.1927 – Pogoń Wilno: WKS 1 PP Wilno 2-0 22.05.1927 – AZS (Wilja) Wilno: Cresovia Grodno (drużyna gości nie przyjechała)                  |
| 2 kolejka | 23-24.04.1927 – Pogoń Wilno: Ognisko Wilno 1-3 23-24.04.1927 – Wilja Wilno: WKS 1 PP Wilno 0-0 23-24.04.1927 – Cresovia Grodno: Makabi Wilno 0-0    | 7 kolejka    | 28.05.1927 – Makabi Wilno: Cresovia Grodno 4-0 29.05.1927 – WKS 1 PP Wilno: AZS (Wilja) Wilno 3-2 29.05.1927 – Ognisko Wilno: Pogoń Wilno (mecz przełożony)                                |
| 3 kolejka | 30.04.1927 – Pogoń Wilno: Cresovia Grodno 2-0 30.04.1927 – Ognisko Wilno: WKS 1 PP Wilno 0-4 30.04.1927 – 1.05.1927 – Makabi Wilno: Wilja Wilno 2-1 | 8 kolejka    | 4-5.06.1927 – AZS (Wilja) Wilno: Makabi Wilno 1-1 4-5.05.1927 – WKS 1 PP Wilno: Ognisko Wilno 2-2 4-5.05.1927 – Cresovia Grodno: Pogoń Wilno 6-1                                           |
| 4 kolejka | 6.05.1927 – Pogoń Wilno: Makabi Wilno 3-1 6.05.1927 – Cresovia Grodno: WKS 1 PP Wilno 6-1 7.05.1927 – Wilja Wilno: Ognisko Wilno 3-3                | 9 kolejka    | 11.06.1927 – AZS (Wilja) Wilno: Ognisko Wilno 2-0 11.06.1927 – Pogoń Wilno: Makabi Wilno (brak wyniku – remis) 12.06.1927 – WKS 1 PP Wilno: Cresovia Grodno (brak wyniku – zwycięstwo WKS) |
| 5 kolejka | 14.05.1927 – Makabi Wilno: WKS 1 PP Wilno 4-0 15.05.1927 – Ognisko Wilno: Cresovia Grodno 3-1 15.05.1927 – Pogoń Wilno: Wilja Wilno 5-0             | zaległy mecz | 19.06.1927 – Ognisko Wilno: Pogoń Wilno 2-1 (mecz 7 kolejki) |
| 5 kolejka | 14.05.1927 – Makabi Wilno: WKS 1 PP Wilno 4-0 15.05.1927 – Ognisko Wilno: Cresovia Grodno 3-1 15.05.1927 – Pogoń Wilno: Wilja Wilno 5-0             | 10 kolejka   | 25-26.06.1927 – Cresovia Grodno: Ognisko Wilno 4-0 25-26.06.1927 – WKS 1 PP Wilno: Makabi Wilno 1-1 25-26.06.1927 – Pogoń Wilno: AZS (Wilja) Wilno 0-0                                     |
| 5 kolejka | 14.05.1927 – Makabi Wilno: WKS 1 PP Wilno 4-0 15.05.1927 – Ognisko Wilno: Cresovia Grodno 3-1 15.05.1927 – Pogoń Wilno: Wilja Wilno 5-0             | walkower     | 26.06.1927 – AZS Wilja Wilno: Cresovia Grodno 3:0(vo)(Mecz 6 kolejki) |

## Klasa B - III poziom rozgrywkowy
Faza finałowa - eliminacje do klasy A

Awansował ŻAKS (Żydowski Akademicki Klub Sportowy) Wilno.
Grupa wileńska
| Poz. | Drużyna            | M | Z | R | P | Bramki | Punkty |
| ---- | ------------------ | - | - | - | - | ------ | ------ |
| 1    | ŻAKS Wilno         |   |   |   |   |        |        |
| 2    | WKS Pogoń II Wilno |   |   |   |   |        |        |
| 3    | WKS 1PP II Wilno   |   |   |   |   |        |        |
| 4    | Makabi II Wilno    |   |   |   |   |        |        |
| 5    | Ognisko II Wilno   |   |   |   |   |        |        |
| 6    | Czarni Wilno       |   |   |   |   |        |        |
| 7    | WKS 9PAC Wilno     |   |   |   |   |        |        |

Grupa grodzieńska
| Poz. | Drużyna            | M | Z | R | P | Bramki | Punkty |
| ---- | ------------------ | - | - | - | - | ------ | ------ |
| 1    | Makabi Grodno      |   |   |   |   |        |        |
| 2    | WKS 76 PP Grodno   |   |   |   |   |        |        |
| 3    | Cresovia II Grodno |   |   |   |   |        |        |

- Po sezonie drużyny z Grodna przeniosły się do podokręgu białostockiego.
- Przed sezonem Hasmonea zmienia nazwę na ŻTGS Makabi Grodno.

Grupa Lidzka (i Mołodyczno)
| Poz. | Drużyna                | M | Z | R | P | Bramki | Punkty |
| ---- | ---------------------- | - | - | - | - | ------ | ------ |
| ?    | (WKS 76 PP Lida)       |   |   |   |   |        |        |
| ?    | (Strzelec Lida)        |   |   |   |   |        |        |
| ?    | (LOSO Lida)            |   |   |   |   |        |        |
| ?    | (Szturm Wilno)         |   |   |   |   |        |        |
| ?    | (WKS 86 PP Mołodyczno) |   |   |   |   |        |        |

- Brak pewności co do uczestnictwa danych zespołów w rozgrywkach.

Grupa IV

- Prawdopodobnie grupa Baranowicka

## Klasa C - IV poziom rozgrywkowy
- Brak danych, prawdopodobnie 4 grupy.